# Héros à vendre
Pour les articles homonymes, voir À vendre.
Pour plus de détails, voir Fiche technique et Distribution.
Héros à vendre (Heroes for Sale) est un film américain réalisé par William A. Wellman, sorti en 1933.

## Synopsis
Durant la Première Guerre mondiale, sur le Front français, Roger Winston reçoit l'ordre de détruire un nid de mitrailleuses allemand, avec une poignée d'hommes, parmi lesquels Tom Holmes, originaire de la même ville que lui. Tom est blessé en capturant un soldat allemand, mais Roger en reçoit les honneurs, bien qu'ayant agi lâchement, ce qu'il se garde d'avouer. Tom est évacué à l'hôpital, où il est soigné à la morphine. La guerre achevée, Roger obtient - dans la banque de son père - un emploi pour Tom, en échange de son silence...

## Fiche technique
- Titre : Héros à vendre
- Titre : Heroes for Sale
- Réalisation : William A. Wellman
- Scénario : Robert Lord et Wilson Mizner
- Musique : Bernhard Kaun (non-crédité)
- Direction musicale : Leo F. Forbstein
- Photographie : James Van Trees
- Direction artistique : Jack Okey
- Costumes : Orry-Kelly
- Montage : Howard Bretherton
- Producteur : Hal B. Wallis (non-crédité)
- Société de production : First National Pictures
- Société de distribution : Warner Bros.
- Durée : 76 minutes
- Genre : Drame
- Noir et blanc
- Date de sortie :
  - États-Unis : 17 juin 1933

## Distribution
- Richard Barthelmess : Tom Holmes
- Aline MacMahon : Mary
- Loretta Young : Ruth
- Gordon Westcott : Roger Winston
- Robert Barrat : Max
- Charley Grapewin : Pa Dennis
- Berton Churchill : Mr. Winston
- Grant Mitchell : George Gibson
- James Murray : L'aveugle
- George Pat Collins : Le chef des agitateurs
- Robert McWade : Le docteur Briggs
- Margaret Seddon : Ella Holmes
- Arthur Vinton : Le capitaine Joyce
- John Marston : Le juge
- Hans Furberg : Le prisonnier allemand
- Robert Elliott : L'inspecteur

Et, parmi les acteurs non crédités :
- Ward Bond : Red
- Douglass Dumbrille : Jim, l'ingénieur en chef
- George Irving : L'avocat de Gibson
- Charles C. Wilson : Un policier avec Red

## Critique
Lors d'une diffusion télévisée en 1987, Patrick Brion (alias André Moreau) écrivait dans Télérama :
« Comme Je suis un évadé, mis en scène par Mervyn LeRoy, Héros à vendre permet à William A. Wellman de décrire l'Amérique inquiète des années trente. Roosevelt est au pouvoir et le chômage a frappé plus de dix millions de travailleurs. Sans complaisance, ni démagogie, Wellman s'attache à son héros, Tom Holmes, qui a été spolié des honneurs qui lui étaient dus. Holmes va alors découvrir l'angoisse du drogué en état de manque, puis les dramatiques problèmes posés par le chômage. Le développement du machinisme contribue à augmenter ce chômage et c'est une Amérique très inhabituelle que peint ici Wellman. Les mouvements sociaux agitent le pays et la "brigade rouge" enquête inlassablement sur tous ceux qui ont été fichés comme extrémistes. Peu de films ont été aussi courageux et révélateurs que celui-ci, et il est difficile de ne pas être bouleversé par ce constat sans concession de l'Amérique qui vient de subir le krach de 1929, et par l'interprétation de Richard Barthelmess, héros anachronique d'un pays en crise. Remarquable. »